# Thinophilus fuscicoxalis
Thinophilus fuscicoxalis är en tvåvingeart som beskrevs av Patrick Grootaert och Henk J.G. Meuffels 1984. Thinophilus fuscicoxalis ingår i släktet Thinophilus och familjen styltflugor. Inga underarter finns listade i Catalogue of Life.